# Nomoneas Meridionali
Nomoneas Meridionali è uno dei cinque distretti dello stato di Chuuk, uno degli Stati Federati di Micronesia. Composto da cinque isole principali (le omonime municipalità) e numerosi isolotti, ha 11 639 abitanti (2008).
In base alla costituzione di Chuuk, le isole sono suddivise nelle seguenti municipalità:
1. Fefen (4.047 ab./2008)
2. Parem (395 ab./2008)
3. Siis (504 ab./2008)
4. Tonoas (3.820 ab./2008)
5. Uman (2.563 ab./2008)